# Alte Burg (Netphen)
Die Alte Burg ist eine abgegangene vermutlich hochmittelalterliche Spornburg auf einem 320 m ü. NHN hohen Bergsporn über der Sieg im Ort Dreis-Tiefenbach bei Netphen, Nordrhein-Westfalen. Sie geht möglicherweise auf eine fränkische Wallburg zurück. Im Jahre 1910 entstand auf dem Gelände eine Gastwirtschaft. Im Jahre 1929 fanden Grabungen statt.
Die ehemalige kleine Burganlage verfügte über eine 20 mal 10 Meter große Hauptburg, eine 20 mal 40 Meter große Vorburg und einen Bergfried auf einer Grundfläche von 11 mal 7,8 Metern mit einer Mauerstärke von 1,8 Metern sowie einen Brunnen in der Nordostecke.